# Яванский язык
Ява́нский язы́к (самоназвание — ꦧꦱ ꦗꦮ, Basa Jawa, Basa Jawi) — самый большой по численности носителей (свыше 75 млн) австронезийский язык. Распространён на острове Ява среди яванцев, кроме западной оконечности острова, населённой преимущественно сундами, и ряде других районов Индонезии и Малайзии, в своё время заселённых яванцами.

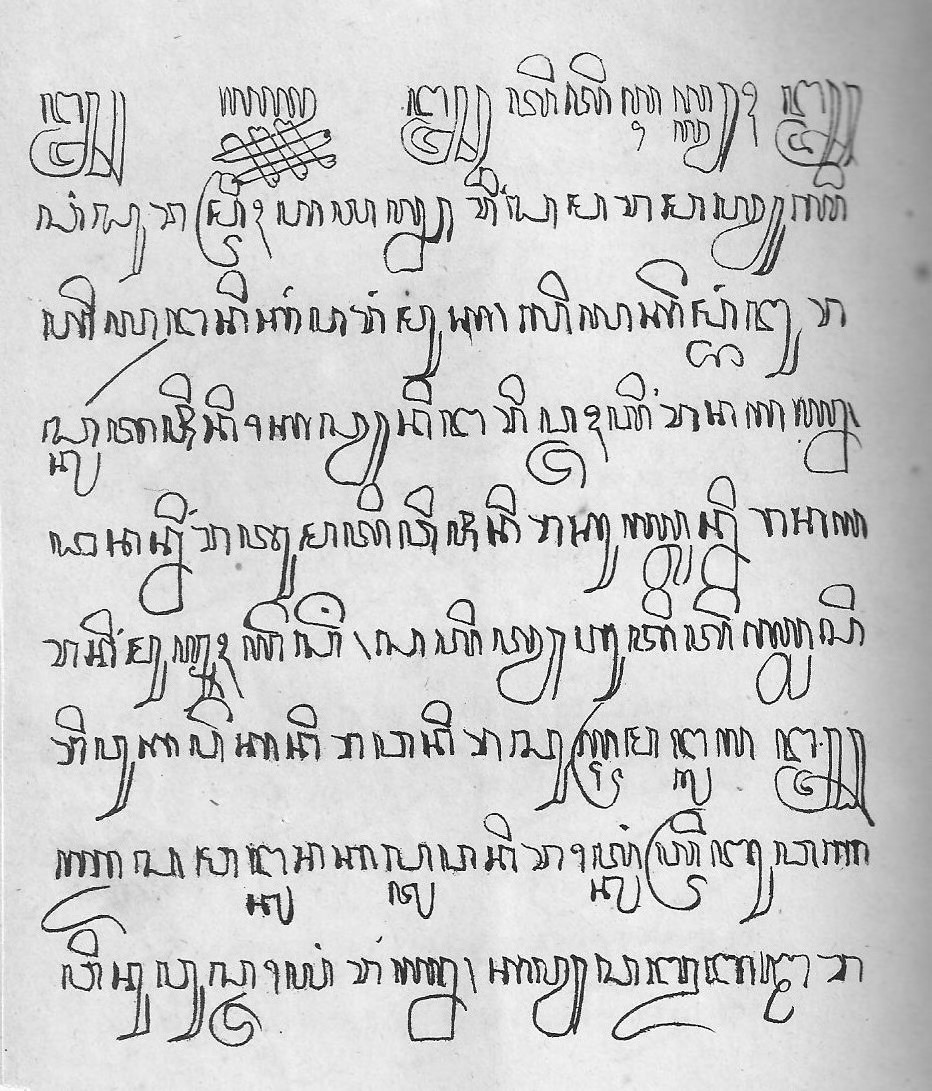
Текст на яванском языке. Из «Яванской грамматики» П. Фавра (Париж, 1866)

Несмотря на то, что яванским языком в быту активно пользуется почти половина населения Индонезии, он, как и все остальные местные языки страны, не имеет официального статуса (единственным государственным языком Индонезии является индонезийский). В конце XIX — первой половине XX века был, наряду с нидерландским, официальным языком Голландской Ост-Индии.
Имеет богатую литературную традицию с разными жанрами поэзии и прозы, множество разновидностей театральных жанров. На языке ведётся преподавание в трёх младших классах ряда школ, радиовещание, издаётся периодика.

## Фонетика
Фонемный состав складывается из 6 гласных (a, i, ɛ, u, o, ə), первые пять из которых образуют пары позиционных вариантов (в открытом и закрытом слогах). 20 согласных, из которых 4 пары смычных (p — b, t — d, ţ — d, k — g) и пара смычно-проходных (č — dʒ).
В словесном ударении преобладает долготная (квантитативная) характеристика.

## Морфология
Морфемная структура слова отличается простотой. Имеется значительное количество корневых слов. Среди средств словообразования — аффиксация, полное или частичное удвоение основы. Морфологический строй характеризуется малым количеством грамматических категорий (отсутствуют категории рода, лица, падежа, времени). Аналитические средства грамматического выражения преобладают над синтетическими. Существительное имеет грамматически выраженную форму множественного числа, прилагательное — формы высокой и высшей степени, глагол — формы залогов.

## Синтаксис
Связь между членами предложения осуществляется порядком слов и служебными словами.
Особенность яванского языка — его троичность. Почти каждому понятию соответствует три слова, в зависимости от стиля речи. Есть язык для семьи и улицы (нгоко), есть нейтральный язык (мадья) и есть язык банкетов и дипломатии (кромо). Например, слово «дорога» (малайск. jalan) звучит на нгоко dalan, на мадье — margi, а на кромо — radosan. А слово «отец» звучит bapak и в малайском, и в нгоко и в мадье, а вот на кромо это будет Rama. «Отче наш, иже еси на небесах» на кромо: «Rama Kahula hika wonten I swarga».

## Социальная история
Сформировался в период раннего средневековья. Литература на яванском языке — наиболее древняя и богатая в Индонезии.
В истории яванского языка выделяется 3 периода: древнеяванский язык — до XII—XIII веков, среднеяванский язык — с XII—XIII до XVII века, современный яванский язык — с XVII века. Древнейшая надпись датируется 732 годом, древнейший письменный памятник — 809 г.

## Письменность
Традиционно в качестве письменности использовалось слоговое письмо (кави, паллава, яванское письмо, известное также как «чара́кан»), позже параллельно стали использоваться варианты арабского письма и с середины XX века — латиница. В XX веке письмо чара́кан использовалось в издании отдельных старых художественных и исторических произведений.
В настоящее время происходит практически повсеместный переход на латиницу, хотя в ряде городов Центральной и Восточной Явы пока ещё во многих случаях сохраняется «дублирование», в частности, в дорожных указателях, названиях улиц, реже — в местных печатных СМИ.

## Диалекты
Баньюмасанский диалект яванского языка, используемый частью жителей Восточной Явы, нередко рассматривается как отдельный язык, поскольку в нём выработались значительные отличия в лексике и фонологии.